# سیارک ۸۸۹۷
سیارک ۸۸۹۷ (به انگلیسی: 8897 Defelice، نامگذاری:1995SX) هشت هزار و هشتصد و نود و هفتمین سیارک کشف شده‌است که در ۲۲ سپتامبر ۱۹۹۵ کشف شد.
قدر مطلق سیارک برابر ۱۴٫۴۰ است.